# Avern
L'Avern (en italià:lago d'Averno) és un llac d'origen volcànic i de 35 metres de profunditat màxima, situat a la Campània, que els poetes llatins descrivien com l'entrada al baix món, o com el mateix baix món, que després fou anomenat l'infern.

## El nom
El llac pren el seu nom d'un profund abisme (actualment no identificat) que, segons la tradició es trobava a la seva rodalia, d'on emanaven vapors sulfurosos, els quals segons la Mitologia grega i més endavant en la mitologia romana, era un lloc d'accés a l'Inframon, el regne del déu Plutó.
El poeta Virgili en el sisè llibre de l'Eneida situa en les proximitats a aquest llac l'entrada a l'Infern, on l'heroi Enees ha d'anar fins a una entrada que està «scrupea, tuta lacu nigro nemorumque tenebris», és a dir, "arrecerada, protegida pel llac negre i la foscor dels boscos". El nom Avernus deriva del grec άορνος (aornos, sense ocells) perquè els ocells que volaven sobre aquell abisme morien a causa de les seves exhalacions sulfuroses.

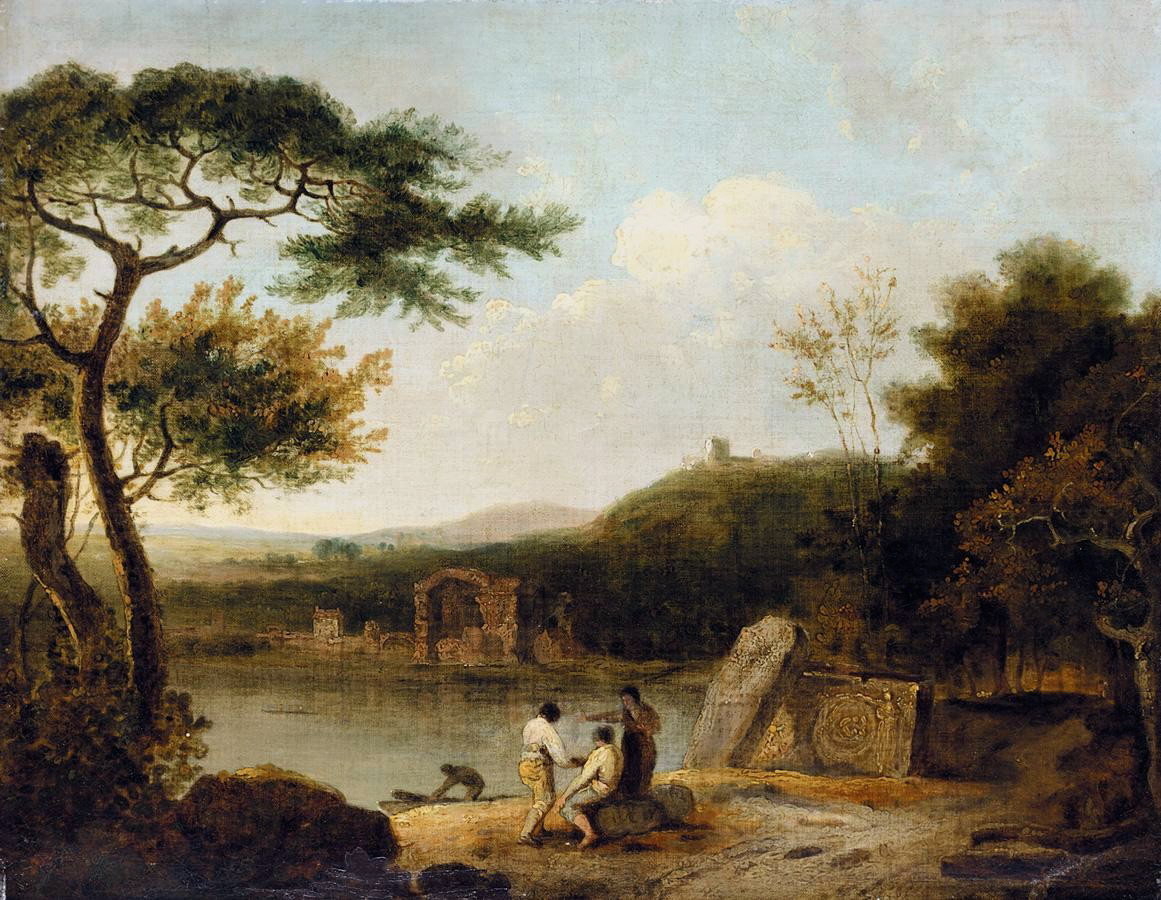
El llac Avern en una pintura del 1765

## Llocs d'interès
En les proximitats del llac s'hi troba un Temple d'Apol·lo. També hi ha la Gruta de la Sibil·la de Cumes, que és una gruta i un tunnel excavats en el tuf, d'uns 200 m, probablement creada per connectar el llac amb la mar, la qual, per les infiltracions d'aigua que han creat un rierol subterrani, es va relacionar amb Estix i amb Aqueront. Un altre indret històric és la Gruta de Cocceio una cova excavada amb finalitats militars, que comunica amb el llac de Cumes. Aquesta cova va ser esmentada per Estrabó i està datada en l'any 35 aC. Avui dia la Gruta de Cocceio està tancada al públic perquè durant la segona guerra mundial va patir alguns danys estructurals que l'han convertit el lloc en inestable i perillós.

## Fauna

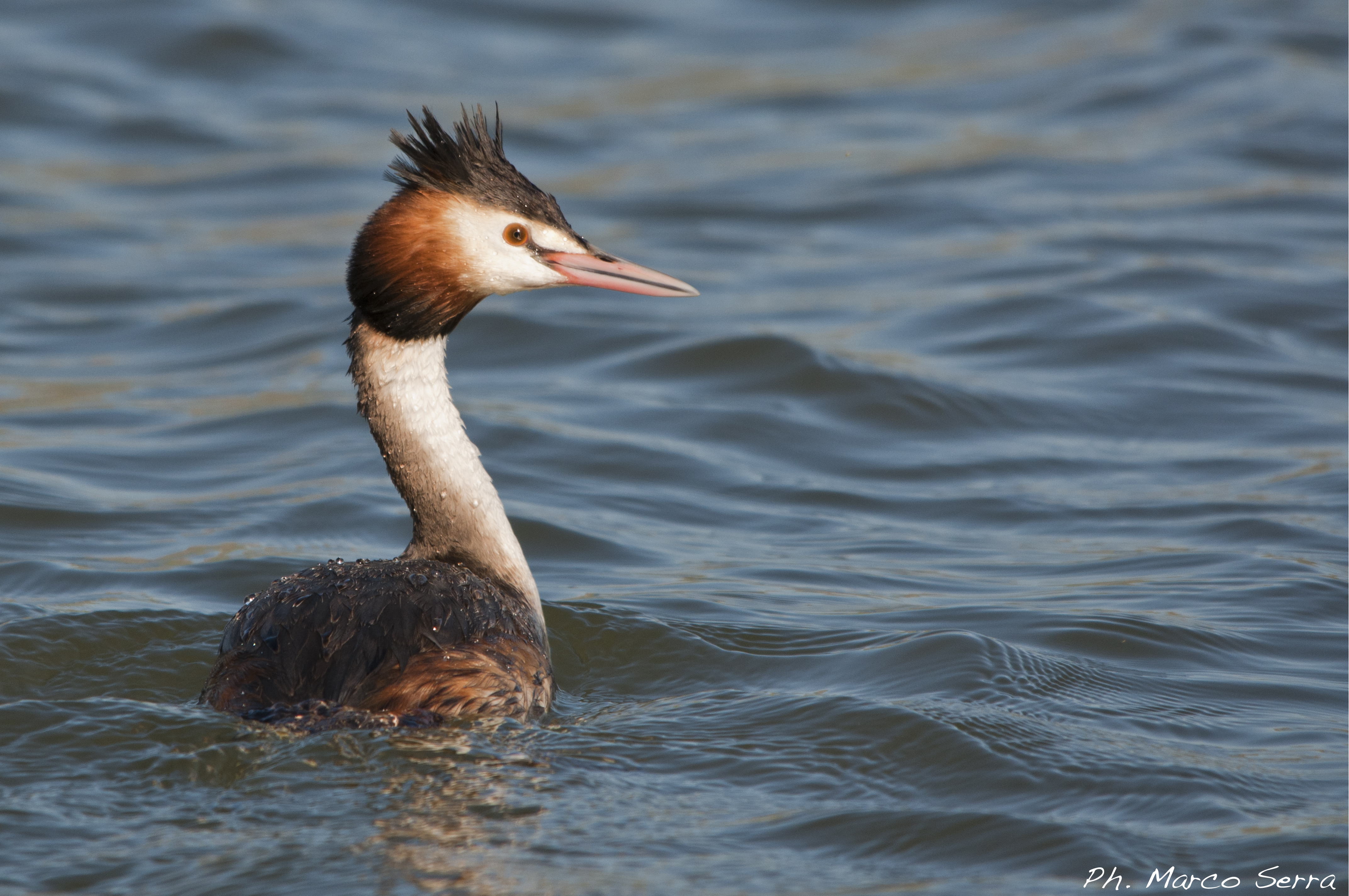
Al llac hi ha una comunitat d'ànecs entre els que s'hi pot trobar el "cabussó emplomallat" (imatge).

El llac és la llar d'una comunitat estable de fotges, cabussons emplomallats, ànecs collverd i altres aus aquàtiques. A l'aigua són presents diverses espècies de peixos entre les quals hi ha: la bavosa de riu, l'alburnus arborella i espècies al·lòctones com ara els centràrquids, les gambúsies, els carpins vermells i tortugues d'aigua dolça d'origen domèstic que han estat alliberades al llac. També s'hi poden trobar natrix, rànids i gambetes d'aigua dolça.

## Efectes òptics
Al llarg del segle xix el llac va ser objecte d'estudi per investigar el fenomen òptic conegut amb el nom de Fata morgana.

## Esdeveniments recents
L'Avern no és però un paratge totalment natural, en els darrers anys s'hi han construït hotels i restaurants.

Malauradament, el llac va ser ocupat el 10 de juliol del 2010 per la Camorra.